# Rượu San Lùng
Rượu San Lùng  là thứ rượu đặc sản của người Dao đỏ xuất phát từ thôn San Lùng, xã Bản Xèo, huyện Bát Xát. Cùng với rượu Táo Mèo và rượu ngô Bắc Hà rượu San Lùng là các danh tửu của Lào Cai. Rượu San Lùng có mùi thơm lạ của men lá rừng, vị đậm đà của thóc nương. Nếu như các loại rượu khác được ủ lên men từ gạo, ngô hoặc sắn nấu chín thì rượu San Lùng được ủ từ thóc, lên men bằng mười lăm thứ lá rừng. Nhờ nguồn nước và khí hậu rượu San Lùng có một hương vị đặc biệt. Rượu màu trong vắt. hương thơm tinh khiết, nhẹ nhàng vị ngọt dịu và hơi ngậy. Theo truyền thuyết dân tộc Dao bản địa thì rượu San Lùng nấu để cúng thần tiên, trời đất, vì vậy rượu được nấu hết sức công phu, không chỉ mang ý nghĩa ẩm thực, mà còn mang ý nghĩa tâm linh và văn hóa.